# Rana shuchinae
Espèce
Statut de conservation UICN

 LC  : Préoccupation mineure
Rana shuchinae est une espèce d'amphibiens de la famille des Ranidae.

## Répartition
Cette espèce est endémique du centre-Sud de la Chine. Elle se rencontre entre 2 760 et 3 800 m d'altitude, :
- dans le sud de la province du Sichuan dans le xian de Zhaojue ;
- dans le nord-ouest de la province du Yunnan dans les xians de Gongshan, de Shangri-La et de Dêqên.

Sa présence est incertaine en Birmanie.

## Publication originale
- Liu, 1950 : Amphibians of western China. Fieldiana, Zoology Memoires, vol. 2, p. 1-400 (texte intégral).